# Maritimt Overvågningscenter Syd
Maritimt Overvågningscenter Syd (MOCS) var det ene af de to danske maritime overvågningscentre. Centeret var fysisk placeret ved Rytterknægten i Almindingen på Bornholm. MOCS var tidligere benævnt Bornholms Marinedistrikt (BHM) og var en niveau III myndighed der blev etableret den 20. juni 1945 først som det Bornholmske Marinedistrikt, og fra 1953 som Bornholms Marinedistrikt. BHM blev nedlagt 31. december 2010. I stedet for marinedistriktet oprettede man MOCS, der blev direkte underlagt Marinestaben (MST) i Værnsfælles Forsvarskommando (VFK) som en ansvar IV myndighed. MOCS blev efterfølgende underlagt Søværnets Overvågningsenhed (SOE).
På det militære område holder et detachement fra Flyvevåbnets Air Control Wing til. Det opererer en Marconi Martello S-723 langtrækkende luftvarslingsradar. Denne radar er en af Flyvevåbnets tre faste radarhoveder der overvåger luftrummet over Danmark.
MOCS's ansvarsområde dækkede de danske farvande fra Bornholm og vestover langs den tyske grænse og op til Kronborg ved Øresund, spidsen af Langeland og Als. De resterende danske farvande var dækket af Maritimt overvågningscenter Nord (MOCN). 
MOCS havde ansvaret for at alle skibe i det ovennævnte havområde til enhver tid var identificeret, således at man i SOK, når man kombinerede billedet fra begge overvågningscentre fik et komplet billede af det danske farvand. Desuden deltog centeret i søredninger indenfor centrets ansvarsområde, samt øvelser i dansk farvand. Når udenlandske orlogsskibe passerede gennem dansk farvand blev de holdt under observation, således at de ikke foretog sig andet end den tilladte uskadelige passage. 
Til at udføre disse opgaver havde centeret kontinuerligt et antal patruljefartøjer fra Søværnet og Marinehjemmeværnet, bemandede og fjernbetjente udkigsstationer samt kystradarstationer til sin rådighed.
I forsvarsforliget 2013-2017 blev det besluttet at nedlægge de to overvågningscentre og samle overvågningsaktiviteterne i SOK's operationsbunker i Aarhus, der siden har ændret navn til Marinestaben. Den 16. oktober 2016 blev centeret lukket og aktiviteterne blev overført til det nyoprettede Maritimt Overvågningscenter (MOC) i Frederikshavn som erstattede både MOCS og MOCN.